# Farmaceutická lobby

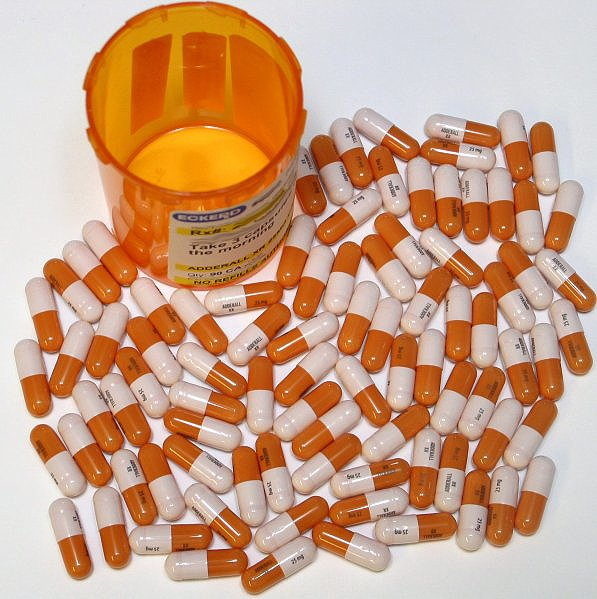

Farmaceutická lobby – v anglofonních zemích též zvaná Big Pharma – je označení pro placené zástupce velkých farmaceutických a biomedicínských společností, kteří se snaží ovlivnit rozhodování zejména vlád tak, aby byla legislativa výhodná pro jejich obchodní činnost. Snaha ovlivnit rozhodování může být akceptovatelná, jako například snaha ovlivnit legislativu tak, aby zajišťovala dostatečnou ochranu duševního vlastnictví farmaceutických firem, nebo snaha o legislativní usnadnění spolupráce s vysokými školami. Některé snahy farmaceutické lobby však mohou být značně kontroverzní, například snaha o zahrnutí nového léku do široce hrazené terapie např. na základě veřejného zdravotního pojištění zejména v případě, kdy k léku existuje podstatně levnější plnohodnotná náhrada, nebo snaha o omezení odpovědnosti při neočekávaném poškození pacienta lékem. Velký objem financí ve farmaceutickém průmyslu a kontroverze kolem některých cílů farmaceutické lobby vedly ke vzniku řady konspiračních teorií ve kterých hraje farmaceutická lobby ústřední roli.

## Politický vliv ve Spojených státech
Největších 20 farmaceutických společností a jejich obchodní skupiny, Pharmaceutical Research and Manufacturers of America (PhRMA) a organizace v biotechnologickém průmyslu mezi lety 1998 až 2004 lobbovaly pro nejméně 1600 legislativních položek. Podle nezávislé organizace Center for Responsive Politics (Středisko za odpovědnou politiku) farmaceutické společnosti mezi lety 1998 a 2005 utratily 900 milionů dolarů na lobbování, což je více než v jakémkoli jiném odvětví. Během stejného období darovali 89,9 milionů dolarů politickým stranám a kandidátům na federální úrovni, přičemž poměr darů pro republikány ku demokratům byl zhruba 3 : 1. Podle Střediska pro veřejnou morální integritu jen od ledna 2005 do července 2006 utratily farmaceutické společnosti zhruba 182 milionů dolarů na lobbování na federální úrovni. Farmaceutický průmysl měl v roce 2003 ve Washingtonu 1274 registrovaných lobbistů, z toho bylo 476 bývalých federálních úředníků.

## Kontroverze

### Cena předepisovaných léků

#### Situace v USA
Kritici v USA poukazují na to, že vliv farmaceutického průmyslu vede k legislativě příznivé farmaceutickým firmám, samozřejmě na účet pacientů. Průchod Medicare Prescription Drug Improvement and Modernization Act of 2003 legislativním procesem byl považován jedno z největších vítězství farmaceutického průmyslu; současně jde o jedno z nejkontroverznějších legislativních opatření, protože zabraňuje vládě jednat o výši cen léků poskytovaných v rámci programu Medicare. Ve výsledku tak představuje 61 % nákladů na léky v Medicare přímý zisk pro farmaceutické společnosti.
Též vysoké ceny léků na předpis jsou předmětem dlouho trvající kontroverze. Farmaceutické firmy tvrdí, že vysoké ceny jsou výsledkem jejich nákladných výzkumných programů, kritici však poukazují na to, že je nemalá část rozpočtu farmaceutických firem věnovaná na marketing a lobbing. Podle Marcia Angella, bývalé šéfredaktorky časopisu The New England Journal of Medicine, jsou "Spojené státy jsou jedinou vyspělou zemí, která umožňuje farmaceutickému průmyslu přesně to, co trh snese."

### Vliv na lékaře
Sponzorování klinického výzkumu farmaceutickým průmyslem prošlo v posledních letech podrobným přezkoumáním. Dotace vědcům spolupracujícím s farmaceutickým průmyslem vyvolávají pochybnosti o objektivitě jejich výzkumu.
Lexchin a kol. publikovali v roce 2003 analýzu třiceti publikovaných studií a dospěli k závěru, že skutečně dochází k ovlivňování výsledků ve prospěch sponzora. Jako nejčastější chybu, která vede ke zkreslení, uvádějí výběr nevhodné srovnávací skupiny a nižší ochotu publikovat výsledky, které jsou v rozporu s očekáváním sponzora (tzv. publication bias).
Zjištění o porušování publikační etiky pod vlivem farmaceutických firem vedla k tomu, že odborné časopisy zpřísnily podmínky pro zajištění objektivity publikovaných prací. O účinnosti těchto opatření se vedou spory. Zatímco Vincent Lawton, poradce v oblasti zdravotnictví a čestný člen správní rady Medicines and Healthcare products Regulatory Agency, London, je přesvědčen o tom, že stávající opatření jsou dostatečná, lékař a spisovatel Ben Goldacre je přesvědčen o opaku.
Podle odborníků, jako jsou např. J.K. Haddad (University of California, San Francisco) nebo J.P. Kassirer (Tufts University School of Medicine), motivují přímý marketing, vzorky zdarma a výzkumné renty lékaře předepisovat konkrétní léčiva více, než by bylo třeba.
Lékaři jsou ovlivněni ve prospěch hostících firem.